# Gufunes

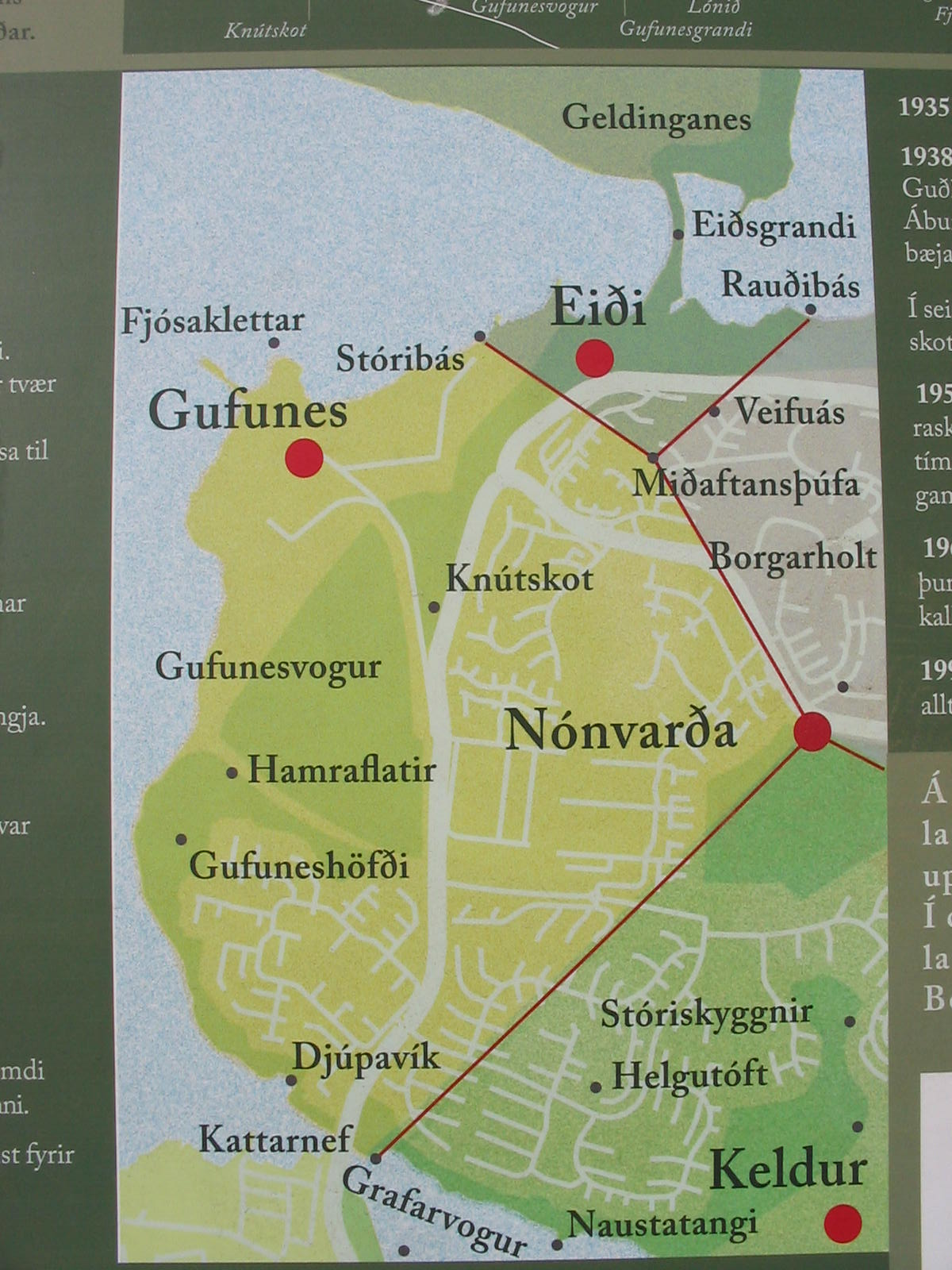
Map

Gufunes est un monument historique et un parc de sculptures et d'art situé dans le quartier de Grafarvogur au nord-est de la ville de Reykjavík en Islande.
Il comporte, entre autres, une vingtaine de sculptures du sculpteur et plasticien islandais Hallsteinn Sigurðsson.
En 2016, un concours d'urbanisme - consacré à l'avenir de l'industrie et du paysage de Gufunes - y a été remporté par le cabinet d'architectes « jvantspijker + Felixx », avec Orri Steinarsson.